# 허창옥
허창옥(許昶玉, 1963년 2월 20일 ~ 2019년 5월 23일)은 대한민국의 제9·10·11대 제주특별자치도의원이다.

## 학력
- 대정국민학교 졸업
- 대정중학교 졸업
- 대정고등학교 졸업
- 한라대학교 중퇴

## 경력
- 송악산 군사기지반대 대책위원회 사무차장
- 전국농민회총연맹 제주도연맹 사무처장
- 전국농민회총연맹 부의장
- 전국농민회총연맹 제주도 농민회 의장
- 대정읍 농민회 회장
- 대정읍 마늘대책위원회 집행위원장
- 대정농업협동조합 감사
- 남제주군 농민회 회장
- 민주노동당 제주시 남제주군 위원회 위원장
- 제주도 감자출하 대책위원회 집행위원장
- 남제주군 농어촌 발전대책 특별위원회 위원
- 남제주군 농정심의위원회 위원
- 대정읍 친환경연구회 물류팀장
- 북녘 어린이 영양빵공장 운동본부 운영위원
- 남제주군 무상의료운동본부 본부장
- 국회의원 현매자 후원회 회장
- 민주노동당 제주특별시 서귀포시 위원회 위원장
- 대정중학교 운영위원
- 대정고등학교 총동창회 부회장
- 2011.12 ~ 2012.09 통합진보당
- 새마을 지도자협의회 감사
- 2012.04 ~ 2014.06 제9대 제주특별자치도의회 의원
- 2012.07 ~ 2014.06 제9대 제주특별자치도의회 FTA대응특별위원회 위원장
- 2012.07 ~ 2014.06 제9대 제주특별자치도의회 농수축지식산업위원회 부위원장
- 2012.07 ~ 2014.06 제9대 제주특별자치도의회 예산결산특별위원회 위원
- 2012.09.25 통합진보당 탈당
- 2014.07 ~ 2018.06 제10대 제주특별자치도의회 의원
- 2014.07 ~ 2016.07 제10대 제주특별자치도의회 전반기 농수축경제위원회 위원
- 2014.07 ~ 2016.07 제10대 제주특별자치도의회 전반기 예산결산특별위원회 위원
- 2016.07 ~ 2018.06 제10대 제주특별자치도의회 후반기 농수축경제위원회 위원
- 2016.07 ~ 2018.06 제10대 제주특별자치도의회 후반기 예산결산특별위원회 위원
- 제10대 제주특별자치도의회 제주로컬푸드 심의위원회 위원
- 2018.07 ~ 2019.05 제11대 제주특별자치도의회 의원
- 2018.07 ~ 2019.05 제11대 제주특별자치도의회 전반기 부의장
- 2018.07 ~ 2019.05 제11대 제주특별자치도의회 전반기 교육위원회 위원

## 역대 선거 결과
|  | 19.21% |

|  | 37.77% |

|  | 67.43% |

|  | 55.86% |